# Мужская сборная Республики Корея по водному поло
Мужская сборная Республики Корея по водному поло — национальная ватерпольная команда, представляющая Республику Корея на международной арене. Управляющей организацией является Федерация плавания Республики Корея (кор. 대한수영연맹, англ. Korea Swimming Federation, KSF, Korea Aquatics).

## Результаты выступлений

### Олимпийские игры
| Год        | Место          | И              | В              | Н              | П              | ГЗ             | ГП             | +/-            |
| ---------- | -------------- | -------------- | -------------- | -------------- | -------------- | -------------- | -------------- | -------------- |
| 1900—1984  | не участвовали | не участвовали | не участвовали | не участвовали | не участвовали | не участвовали | не участвовали | не участвовали |
| 1988       | 12             | 4              | 1              | 0              | 3              | 0              | 37             | -37            |
| 1992—н. в. | не участвовали | не участвовали | не участвовали | не участвовали | не участвовали | не участвовали | не участвовали | не участвовали |

### Чемпионаты мира
| Год        | Место          | И              | В              | Н              | П              | ГЗ             | ГП             | +/-            |
| ---------- | -------------- | -------------- | -------------- | -------------- | -------------- | -------------- | -------------- | -------------- |
| 1973—2017  | не участвовали | не участвовали | не участвовали | не участвовали | не участвовали | не участвовали | не участвовали | не участвовали |
| 2019       | 15             | 5              | 1              | 0              | 4              | 32             | 105            | -73            |
| 2022—н. в. | не участвовали | не участвовали | не участвовали | не участвовали | не участвовали | не участвовали | не участвовали | не участвовали |

### Азиатские игры
| Год       | Место          | И              | В              | Н              | П              | ГЗ             | ГП             | +/-            |
| --------- | -------------- | -------------- | -------------- | -------------- | -------------- | -------------- | -------------- | -------------- |
| 1951—1982 | не участвовали | не участвовали | не участвовали | не участвовали | не участвовали | не участвовали | не участвовали | не участвовали |
| 1986      | 2              | 5              | 4              | 0              | 1              | 72             | 48             | +24            |
| 1990      | 3              | 5              | 3              | 0              | 2              | 48             | 44             | +4             |
| 1994      | 5              | 5              | 1              | 0              | 4              | 40             | 53             | -13            |
| 1998      | не участвовали | не участвовали | не участвовали | не участвовали | не участвовали | не участвовали | не участвовали | не участвовали |
| 2002      | 5              | 3              | 1              | 0              | 2              | 32             | 37             | -5             |
| 2006      | 7              | 5              | 2              | 0              | 3              | 75             | 59             | +16            |
| 2010      | 4              | 7              | 3              | 0              | 4              | 72             | 77             | -5             |
| 2014      | 4              | 6              | 3              | 0              | 3              | 52             | 68             | -16            |
| 2018      | 5              | 7              | 4              | 1              | 2              | 91             | 43             | +48            |
| 2022      | 6              | 6              | 2              | 0              | 4              | 64             | 73             | -9             |

### Чемпионаты Азии по водному поло[англ.]
| Год       | Место          | И              | В              | Н              | П              | ГЗ             | ГП             | +/-            |
| --------- | -------------- | -------------- | -------------- | -------------- | -------------- | -------------- | -------------- | -------------- |
| 1984      | 1              | .              | .              | .              | .              | .              | .              | .              |
| 1988      | 3              | 5              | 3              | 0              | 2              | 57             | 30             | +27            |
| 1991      | 3              | .              | .              | .              | .              | .              | .              | .              |
| 1995      | 4              | .              | .              | .              | .              | .              | .              | .              |
| 2000      | 4              | 5              | 2              | 0              | 3              | 42             | 38             | +4             |
| 2005      | 5              | 5              | 3              | 0              | 2              | 36             | 34             | +2             |
| 2009—2016 | не участвовали | не участвовали | не участвовали | не участвовали | не участвовали | не участвовали | не участвовали | не участвовали |
| 2022      | 5              | 7              | 4              | 0              | 3              | 80             | 63             | +17            |
| 2023      | не участвовали | не участвовали | не участвовали | не участвовали | не участвовали | не участвовали | не участвовали | не участвовали |